# Nucras caesicaudata
Nucras caesicaudata är en ödleart som beskrevs av  Donald G. Broadley 1972. Nucras caesicaudata ingår i släktet Nucras och familjen lacertider. Inga underarter finns listade i Catalogue of Life.